# Relaciones Eritrea-Venezuela
Las relaciones Eritrea-Venezuela se refieren a las relaciones internacionales que existen entre Eritrea y Venezuela.

## Historia
El 29 de julio de 2019, durante la crisis presidencial de Venezuela, la representación de Eritrea ante las Naciones Unidas se unió a una declaración conjunta, dirigida al secretario general António Guterres, en apoyo al gobierno de Nicolás Maduro.